# Municipio de Lovells
El municipio de Lovells (en inglés: Lovells Township) es un municipio ubicado en el condado de Crawford en el estado estadounidense de Míchigan. En el año 2010 tenía una población de 626 habitantes y una densidad poblacional de 2,38 personas por km².

## Geografía
El municipio de Lovells se encuentra ubicado en las coordenadas 44°47′6″N 84°27′48″O / 44.78500, -84.46333. Según la Oficina del Censo de los Estados Unidos, el municipio tiene una superficie total de 263.49 km², de la cual 260,42 km² corresponden a tierra firme y (1,16 %) 3,07 km² es agua.

## Demografía
Según el censo de 2010, había 626 personas residiendo en el municipio de Lovells. La densidad de población era de 2,38 hab./km². De los 626 habitantes, el municipio de Lovells estaba compuesto por el 98,08 % blancos, el 0,8 % eran afroamericanos, el 0,32 % eran amerindios, el 0,16 % eran asiáticos, el 0,16 % eran de otras razas y el 0,48 % eran de una mezcla de razas. Del total de la población el 2,4 % eran hispanos o latinos de cualquier raza.